# Sanctify the Darkness
Sanctify the Darkness – drugi album thrashmetalowej grupy Suicidal Angels, wydany w 2009 roku z nakładem Nuclear Blast.

## Lista utworów
1. Bloodthirsty - 04:48
2. The Pestilence Of Saints - 03:50
3. Inquisition - 04:38
4. Apokathilosis - 03:34
5. … Lies - 02:28
6. No More Than Illusion - 03:38
7. Atheist - 03:40
8. Beyond The Laws Of Church - 02:41
9. Mourning Of The Cursed - 01:55
10. Dark Abyss (Your Fate Is Colored Black) - 03:23
11. Child Molester - 03:38

## Twórcy
- Orpheas Tzortzopoulos - perkusja
- Nick Melissourgos - gitara, śpiew
- Angelos Kritsotakis - gitara basowa
- Panos Spanos - gitara